# 炫铃
炫铃™，是中国联通推出的个性化回铃音业务。

## 概述
2003年，中国移动通信集团公司率先在上海、广东、北京和浙江四省市试推彩铃业务。中国联通也随即推出了“炫铃”业务，以进行市场竞争（类似的还有中国电信“七彩铃音”、中国网通“悦铃”）。2006年，中国联通公司推广无线公话同时，大力推出的个性化回铃音业务，可通过下载、包月等方式定制。
2008年5月，中华人民共和国工业和信息化部、国家发展和改革委员会、中华人民共和国财政部发布的《关于深化电信体制改革的通告》。之后中国电信股份有限公司向中国联通有限公司收购CDMA业务。2008年10月1日，CDMA业务的经营主体将由中国联通变更为中国电信。12月1日，原中国联通C网炫铃业务将由中国电信“七彩铃音”业务承接。同月，中国电信爱音乐部门承接全部中国联通的炫铃业务。